# Daryl Dolynny
Daryl Dolynny (né en 1966) est un homme politique canadien, il est élu député de la circonscription électorale de Range Lake (en) à l'Assemblée législative des Territoires du Nord-Ouest à l'élection territoriale du 3 octobre 2011 jusqu'il fut défait par Caroline Cochrane-Johnson lors de l'élection territoriale du lundi 23 novembre 2015. 
Avant son élection, il était un pharmacien qu'il opère la franchise de Shoppers Drug Mart à Yellowknife.
Il est d'origine française et ukrainienne.